# Bjedstrup
Bjedstrup er en landsby i Østjylland, beliggende i Dover Sogn. Landsbyen ligger i Region Midtjylland og hører under Skanderborg Kommune. Før Kommunalreformen fra 2007 lå Bjedstrup i den østlige ende af Ry Kommune. I byen ligger Bjedstrup Skole, som har 73 elever. Byen er hjemsted for Dover Gymnastik Forening.

## Beliggenhed
Bjedstrup ligger mellem landevejen mellem Skanderborg og Silkeborg og Skanderborg-Skjern-banen.
Landsbyen ligger i et stærkt kuperet terræn. 

## Etymologi
Endelsen -strup viser, at der er tale om en torp, en udflytterbebyggelse.